# Santuario della Madonna del Dosso
Il santuario della Madonna del Dosso è un edificio religioso situato nel comune di Casalmoro, in provincia di Mantova.

## Storia e descrizione
Edificato su un dosso artificiale voluto dagli abitanti del luogo affinché il santuario fosse visibile da molto lontano, è una costruzione a navata unica dall'interno barocco e dedicato alla Beata Vergine Maria al Tempio dalla copia di una tela ottocentesca di autore ignoto della Presentazione di Maria al Tempio di Tiziano.
Al tempio si accede al termine di una grande scalinata al cui culmine è situato, sulla facciata, un portico a tre arcate.
All'interno è custodito un sarcofago romano della famiglia Aurelia e l'organo seicentesco.
La Madonna del Dosso viene festeggiata dal paese da due secoli ogni 21 novembre.